# 미리암 블라스코
미리암 과달루페 블라스코 소토(스페인어: Miriam Guadalupe Blasco Soto, 1963년 12월 12일~)는 스페인의 유도 선수, 정치인이다. 1992년 하계 올림픽에서 여자 라이트급 금메달을 획득했으며 1991년 세계 유도 선수권 대회에서 우승했다.
은퇴 후에는 정치인으로 활동하였으며 스페인 국민당에 입당하여 알리칸테 상원 의원과 스페인 상원 의원을 지냈다.